# Motim de Morotai

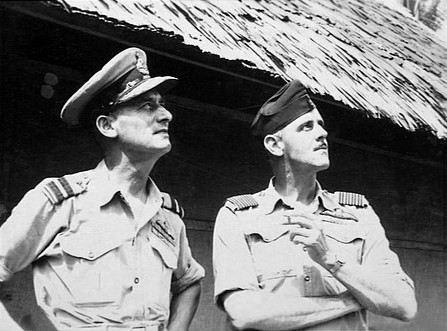
Comodoro do Ar Cobby (à esquerda) e Capitão de Grupo Caldwell em Morotai, Janeiro de 1945

O "Motim de Morotai" foi um incidente ocorrido em Abril de 1945, envolvendo membros da Primeira Força Aérea Táctica Australiana, colocada na ilha de Morotai, nas Índias Orientais Holandesas. Oito pilotos seniores, incluindo o principal ás da aviação da Austrália, o Capitão de grupo Clive Caldwell, apresentaram as suas demissões para protestar contra o que consideravam ser o rebaixamento dos esquadrões de caça da Real Força Aérea Australiana (RAAF) a missões de ataque terrestre estrategicamente sem importância contra posições japonesas que haviam sido ignoradas na campanha de "salto de ilha em ilha" dos Aliados. Uma investigação governamental inocentou os "amotinados" e três oficiais de alta patente do Quartel-general da Primeira Força Aérea Táctica, incluindo o comandante, Comodoro do Ar Harry Cobby, o maior ás australiano na Segunda Guerra Mundial, foram destituídos dos seus cargos.
George Odgers resumiu a causa do incidente na história oficial da RAAF na Segunda Guerra Mundial como "a convicção de um grupo de jovens líderes de que estavam envolvidos em operações que não eram militarmente justificáveis — uma convicção amplamente partilhada também por muitos soldados e líderes políticos australianos". Odgers concluiu que o inquérito que se seguiu "deixou claro que quase todos os envolvidos agiram com os motivos mais elevados e estavam convencidos de que, na crise, agiram com sensatez".

## Antecedentes

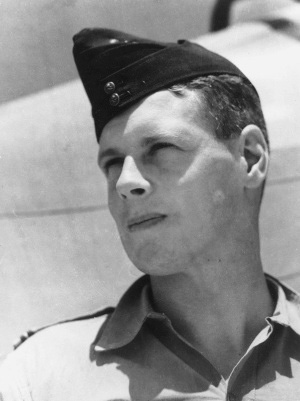
O Capitão de grupo Wilf Arthur (fotografado no Norte da África em 1941) encomendou um "balanço" das perdas da Primeira Força Aérea Táctica vs. resultados em Dezembro de 1944

A Primeira Força Aérea Táctica Australiana (TAF N.º 1), comandada pelo Comodoro do Ar Harry Cobby, foi a principal formação de combate da linha da frente da RAAF em 1944–1945. Estava subordinada a nível operacional ao Tenente-general George Kenney, da Força Aérea do Exército dos Estados Unidos (USAAF), comandante das forças aéreas aliadas na Área do Sudoeste do Pacífico sob o comando do General Douglas MacArthur. Inicialmente composta por uma asa de aeronaves Bristol Beaufighter e duas asas de P-40 Kittyhawk, a TAF foi reforçada em 1945 pela Asa N.º 80, comandada pelo Capitão de grupo Clive Caldwell. Esta asa era composta por três esquadrões de caças Supermarine Spitfire, cujos pilotos incluíam veteranos da Campanha Norte-Africana e da defesa do Norte da Austrália contra ataques aéreos japoneses.
No início de 1945, o poder aéreo japonês no Sudoeste do Pacífico havia sido praticamente destruído. As forças do Exército dos EUA estavam concentradas em concluir a recaptura das Filipinas como um trampolim para uma invasão do Japão. Durante esse período, as forças australianas, incluindo a TAF, foram cada vez mais indigitadas para tarefas de guarnição e para atacar bases japonesas em ilhas ignoradas pelas forças de MacArthur. O Chefe do Estado-Maior da Força Aérea, Vice-marechal do ar George Jones, mais tarde argumentaria que a RAAF, nas palavras do historiador da Força Aérea Alan Stephens, "foi 'expulsa' da vitória final sobre o Japão por MacArthur, que queria toda a glória para si". Os aviadores do Corpo de Fuzileiros Navais dos EUA do comando AirSols também acreditavam que o quartel-general de MacArthur favorecia a USAAF na atribuição de tarefas de combate.
A situação geral levou à insatisfação e à diminuição da moral entre o pessoal da TAF colocado em Morotai, particularmente nos pilotos dos caças Spitfire que tinham pouca oportunidade para o combate ar-ar em que se especializaram e cujas aeronaves eram inadequadas para missões de ataque ao solo. O Capitão de grupo Wilf Arthur, ex- oficial comandante da Asa N.º 81 e agora no comando da Asa N.º 78 da TAF, equipada com aviões Kittyhawk, ficou preocupado com o facto de os gastos das suas unidades em termos de homens, máquinas e munições não serem justificados pelos danos infligidos aos alvos inimigos ou pela importância relativa desses alvos. Em Dezembro de 1944, solicitou à sua equipa de inteligência que elaborasse um "balanço" para quantificar as perdas em relação aos resultados. Arthur apresentou o balanço a Cobby, que o revisou e passou à equipa do seu quartel-general, mas sem tomar nenhuma outra medida.

## Prelúdio

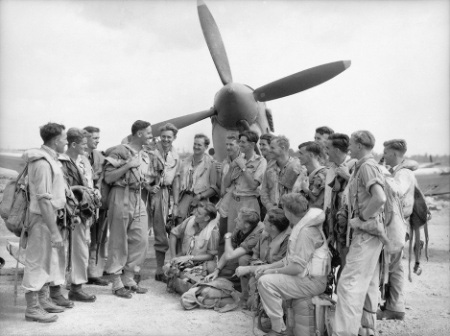
Caldwell (quarto da esquerda) a conversar com os pilotos de Spitfire do Esquadrão N.º 452 em Morotai, Janeiro de 1945

Em Março de 1945, frustrado pela falta de resposta de Cobby e da sua equipa, e convencido de que as operações tornavam-se ainda mais desnecessárias, Arthur começou a discutir as suas preocupações com outros pilotos seniores da TAF. Primeiro, ele falou com o Comandante de asa Kenneth Ranger, um oficial sénior que serviu no Grupo Operacional N.º 9 e lançou alegações sobre a liderança do seu comandante, o Comodoro do Ar Joe Hewitt, que acabou por ser demitido do seu posto. Arthur procurou Ranger como alguém com "coragem moral", que tomaria "uma posição contra o tipo de operações em que estávamos envolvidos". Em seguida, ele conseguiu o apoio de Caldwell, embora Caldwell estivesse, na época, a defender-se de acusações de Cobby sobre tráfico de bebidas alcoólicas, o que tornava um risco que seu envolvimento num protesto sobre as operações fosse mal interpretado como uma tentativa de desviar a atenção das acusações. Arthur acreditava que Caldwell "iria tão longe quanto pudesse para respaldar as suas opiniões [que] valiam muito mais do que as opiniões da maioria das outras pessoas na área".
Através de Caldwell, mais oficiais juntaram-se ao protesto, incluindo dois outros ases famosos, o Comandante de asa Bobby Gibbes e o Líder de esquadrão John Waddy, bem como o Líder de esquadrão Bert Grace, o Líder de esquadrão Douglas Vanderfield e, mais tarde, o Líder de esquadrão Stuart Harpham. Durante uma série de reuniões no início de Abril de 1945, Caldwell propôs que os oito renunciassem em massa, e os outros concordaram. Arthur declarou mais tarde que "eu pretendia fazer o maior alarido possível com o objetivo de corrigir a posição ... Mesmo assim, percebemos que, ao nos expormos a qualquer acusação de motim, poderíamos diminuir a força do que estávamos a fazer, razão pela qual colocamos as coisas como renúncias e não como uma tentativa de destituir pessoas de cargos mais altos."

O factor comum baseava-se no facto de que nos conhecíamos muito bem; tínhamos confiança mútua e experiência mútua, o que acreditamos ter demonstrado suficientemente, para nós pelo menos, que a RAAF não está a fazer seu trabalho como deveria.

Capitão de grupo Clive Caldwell
Arthur também tentou garantir o apoio de Cobby para o protesto. O comandante da TAF foi o principal ás da aviação do Australian Flying Corps na Primeira Guerra Mundial, tal como Caldwell era o ás da RAAF na Segunda Guerra Mundial. Arthur argumentou que, embora Cobby fosse parcialmente culpado pela questão moral, "sentimos que o seu valor para a nossa mudança, devido ao seu nome junto do público, juntamente com o Capitão de Grupo Caldwell, dar-nos-ia uma quantidade considerável de apoio público ... ele era a prima donna de uma guerra, e ... de braços dados com a prima donna da próxima guerra, criaríamos uma frente razoável e atrairíamos muita atenção nas manchetes dos jornais." Cobby recusou-se a participar e mais tarde afirmou não ter consciência da profundidade dos sentimentos entre os pilotos.

## Motim
Deixarei esses requerimentos sobre a mesa e, se você pegar neles, todos os registos e todas as notas sobre esse assunto serão apagados dos registos e arquivos da Força Aérea, e não se ouvirá mais nada sobre o assunto.

Vice-marechal do ar Bill Bostock, citado pelo Líder de Esquadrão John Waddy
No dia 20 de Abril de 1945, os oito pilotos apresentaram a Cobby cartas com a mesma redacção, sob o título "PEDIDO DE RENÚNCIA DE COMISSÃO". As cartas diziam: "Através deste meio solicito respeitosamente que me seja permitido renunciar à minha comissão como oficial da Real Força Aérea Australiana, imediatamente". Cobby pareceu surpreso e não aceitou as renúncias. Ele falou com sete dos pilotos individualmente, mas não com Caldwell, pois ele já estava no comando. Quando os homens se recusaram a retirar as cartas ou a explicar o motivo das suas acções, Cobby contactou o seu superior imediato, o Vice-marechal do ar Bill Bostock, chefe do Comando da RAAF, o principal comando operacional da Força Aérea. Bostock chegou a Morotai no dia seguinte e entrevistou os pilotos, pedindo-lhes que rasgassem as cartas, sem sucesso. Os seus métodos foram posteriormente interpretados como uma tentativa de "fazer a situação desaparecer ou pelo menos encobri-la". A única concessão dos pilotos ao apelo de Bostock foi reenviar as suas demissões com a palavra "imediatamente" substituída por "no final das operações em curso".

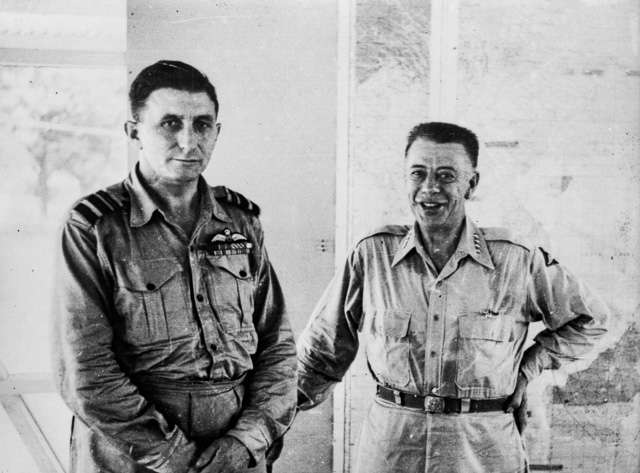
Vice-marechal do ar Jones (à esquerda) e o Tenente-general Kenney (à direita), em Julho de 1945

Após essas entrevistas, Bostock informou Jones que a moral na TAF estava num "nível perigosamente baixo" e recomendou que Jones demitisse Cobby e o substituísse pelo Comodoro do Ar Frederick Scherger. Jones considerou a acção dos pilotos "absurda", pois um oficial não podia renunciar legalmente durante a guerra, contudo viajou do seu quartel-general em Melbourne para Morotai para investigar o assunto pessoalmente. Ele também entrevistou os pilotos, declarando posteriormente: "Eu acreditava que todos eles eram sinceros no que afirmavam e no que tentavam fazer". ... Sim, convicções sinceras, por muito infundadas que sejam, possivelmente associadas a um sentido exagerado de dever nacional."

Kenney também se envolveu no caso, tendo sido informado por Bostock, e insistiu em falar directamente com os pilotos, apesar do protesto de Jones de que se tratava de uma questão disciplinar interna da RAAF. Durante uma visita a Morotai, vindo do seu quartel-general em Manila, Kenney tentou persuadir os oficiais a reconsiderarem as suas posições, mas novamente eles se recusaram. Ele concordou com Bostock que Cobby deveria ser substituído por Scherger e declarou que, se os pilotos fossem levados a tribunal militarl, ele compareceria na defesa deles. O comandante do 1.º Corpo do Exército Australiano, o Tenente-general Leslie Morshead, que estava em Morotai a preparar-se para a campanha de Bornéu, também apoiou a remoção de Cobby. Morshead e outros oficiais superiores do exército estavam preocupados que a disputa pudesse atrapalhar os preparativos para o desembarque australiano em Bornéu e consultaram Kenney sobre o assunto. Jones resolveu demitir não apenas Cobby, mas também os seus oficiais de estado-maior, os Capitães de grupo Gibson e Simms. Scherger assumiu depois o cargo de Air Officer Commanding da TAF, a 10 de Maio.

## Rescaldo

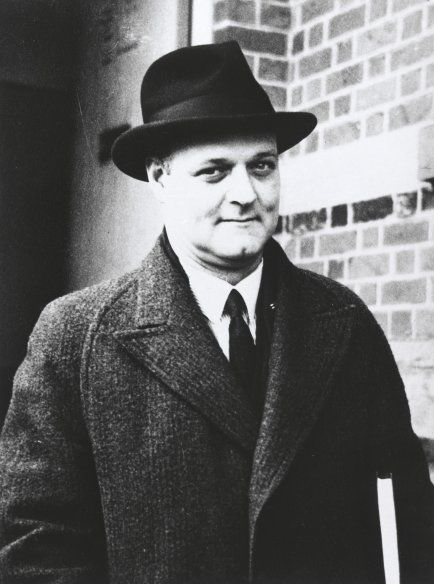
John Vincent Barry conduziu o inquérito governamental sobre o incidente

Em última análise, não foi montado nenhum tribunal militar por quaisquer acções directamente relacionadas ao "motim", e a maioria dos pilotos envolvidos continuou em operações até ao fim da guerra. Uma investigação da RAAF concluiu que a remoção de Cobby, Gibson e Simms por Jones foi justificada. A pedido de Jones, o governo australiano também abriu um inquérito sobre os eventos em Morotai, chefiado pelo advogado John Vincent Barry, KC. A partir de 16 de Maio de 1945, o inquérito centrou-se tanto nas demissões como nos relatórios de tráfico ilegal de álcool entre a RAAF e o pessoal de serviço dos EUA na ilha. Embora os termos de referência de Barry abrangessem apenas a TAF, o inquérito também analisou evidências de deficiências no comando superior da Força Aérea que podem ter contribuído para problemas estruturais e morais em Morotai, particularmente uma amarga e longa disputa entre Jones e Bostock sobre a divisão do controlo operacional e administrativo da RAAF no Pacífico.
O relatório completo do inquérito foi divulgado em Outubro, precedido por um resumo das conclusões emitido a 14 de Setembro de 1945. Barry justificou o "balanço" de Arthur e a posição tomada pelos pilotos, descobrindo que os seus motivos para apresentar as suas demissões eram sinceros. Nenhuma outra acção foi tomada contra eles sobre o incidente em si, mas Caldwell e Gibbes foram levados a tribunal militar pelo seu envolvimento no esquema de álcool e rebaixados ao posto de Tenente de Voo. Barry descobriu que Cobby "falhou em manter o controlo adequado sobre o seu comando". Cobby defendeu a sua liderança da TAF, alegando que, embora houvesse "algum descontentamento", era "um sinal saudável de descontentamento entre certos oficiais que desejavam fazer mais na guerra do que estavam fazendo. Infelizmente, não estava ao alcance da TAF para dar-lhes aquele trabalho mais importante ou mais interessante ..." O incidente não alterou o papel da RAAF nos últimos dias da guerra no Pacífico e pode ter prejudicado os preparativos da TAF para a Batalha de Tarakan. Ainda assim, a situação em Morotai melhorou, pois Scherger conseguiu restaurar a moral. Os "amotinados" consideraram que haviam alcançado a maioria dos seus objectivos ao ter ocorrido uma mudança de comando na TAF e pela instauração de inquérito governamental.

Conseguimos mudar completamente o comando lá em cima. Fiquei triste com um ou dois deles. Harry Cobby, que era um homem maravilhoso, foi um deles. Mas com alguns outros não fiquei chateado. Mas mudamos o comando, e foi isso que nos propusemos a fazer.

Comandante de asa Bobby Gibbes
As notícias das demissões, do tráfico de álcool e do tribunal militar de Caldwell foram amplamente divulgadas na Austrália. Após a publicação das descobertas de Barry, o The Daily Telegraph, de Sydney, comentou que "a RAAF deveria passar por uma reestruturação. É um espectáculo mal administrado e a culpa é dos mais altos". O mesmo jornal mais tarde classificou o tribunal militar de Caldwell de "caça às bruxas". Apesar dessa publicidade, a acção só se tornou popularmente conhecida como "Motim Morotai" anos depois. A frase datava dos primeiros dias do incidente, tendo Arthur a escrito no topo de um aide-mémoire. Mais tarde, ele disse que "a aliteração deve ter me agradado". Pouco depois de escrevê-la, ele riscou "Morotai" e adicionou um ponto de interrogação após "Motim". O termo não pegou com o público na época, mas as palavras originais de Arthur foram creditadas como a fonte do nome.